# جمیل راتب
جمیل راتِب (انگلیسی: Gamil Ratib؛ زادهٔ ۱۶ اوت ۱۹۲۶) هنرپیشه اهل کشور مصر است.

## فیلمشناسی
از مهم‌ترین فیلم‌هایی که وی در آن نقش داشته است می‌توان به لورنس عربستان اشاره کرد.